# Central Arcade (Newcastle)
The Central Arcade en Newcastle upon Tyne, Inglaterra, es una galería comercial eduardiana construida en 1906 y diseñada por Oswald and Son, de Newcastle. Está en el edificio Central Exchange, que fue construido por Richard Grainger en 1836-1838 según los diseños de John Wardle y George Walker.
La Bolsa Central es un edificio triangular que estaba destinado a ser una bolsa de maíz, pero se convirtió en una sala de redacción por suscripción. En 1870 la Institución para el Fomento de las Bellas Artes convirtió la redacción en galería de arte, sala de conciertos y teatro.
Este fue reemplazado por un teatro de vodevil en 1897, pero en 1901 el interior fue destruido por un incendio, después de lo cual se construyó la actual Arcada Central dentro de las paredes del edificio original. Según una fuente, los mosaicos de loza de la arcada fueron producidos por Vitreous Mosaics de Rust, Battersea, pero un libro sobre la cerámica de Burmantofts afirma que esta arcada fue su último trabajo importante en loza externa en 1906.

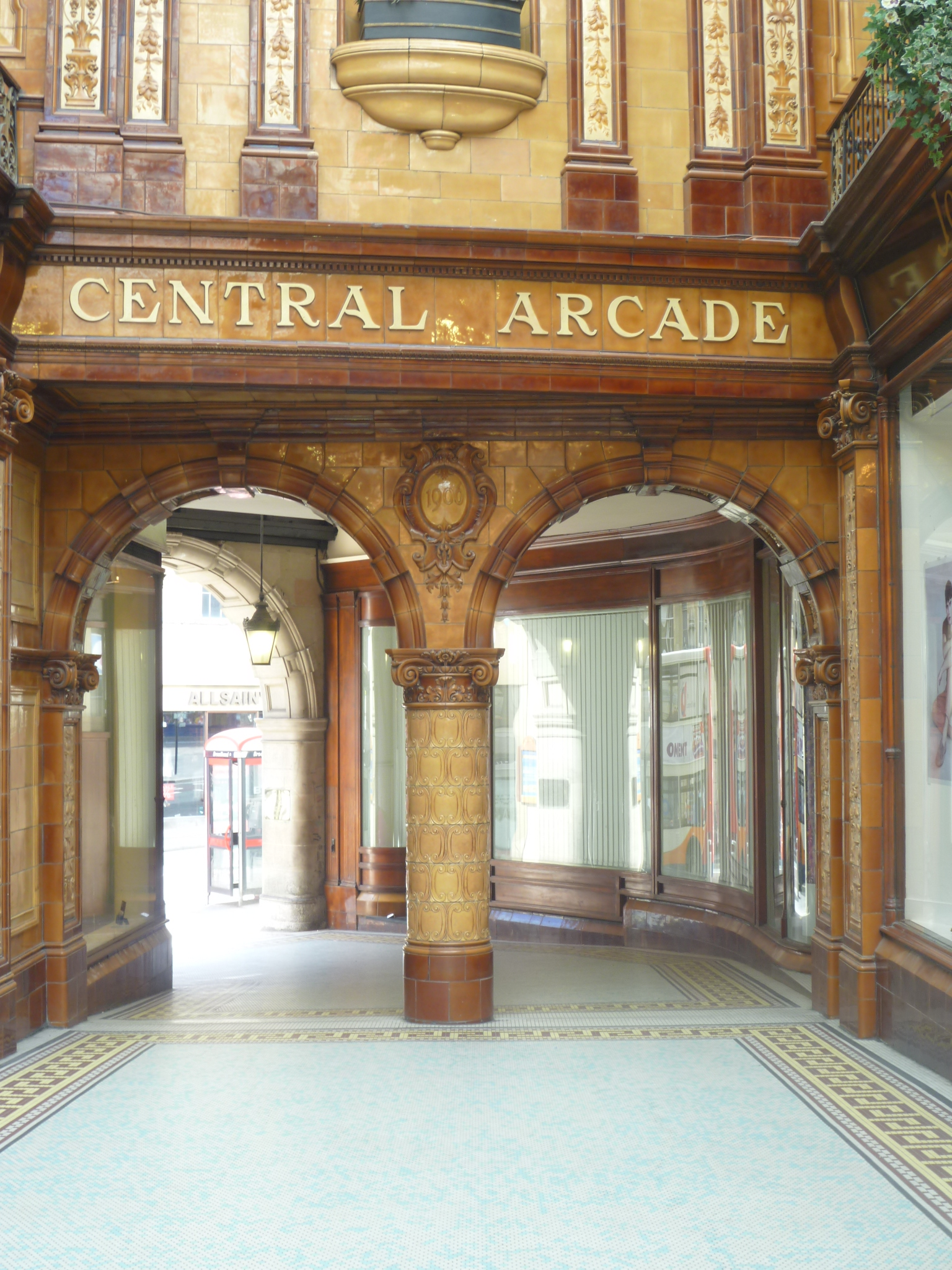
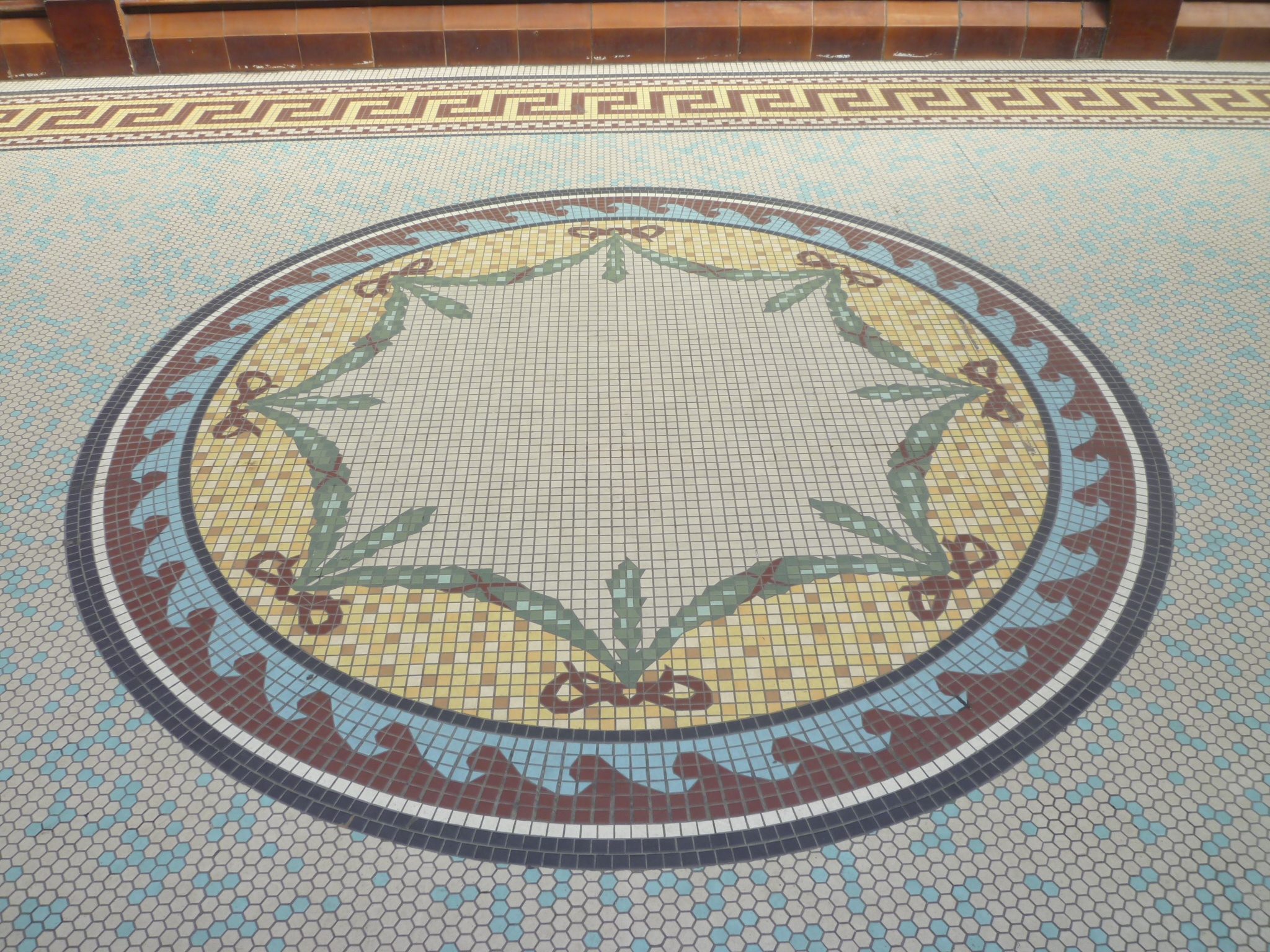
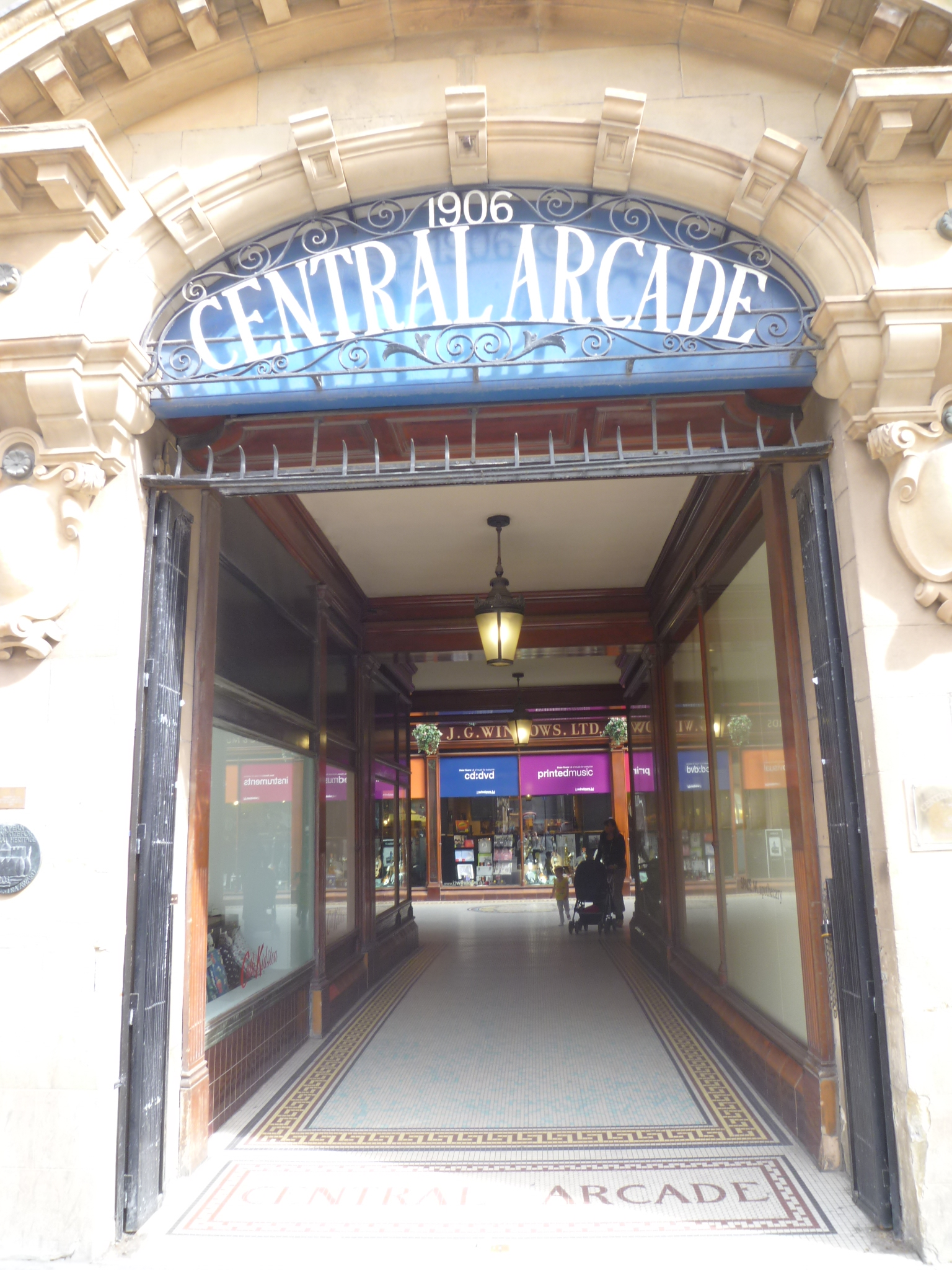
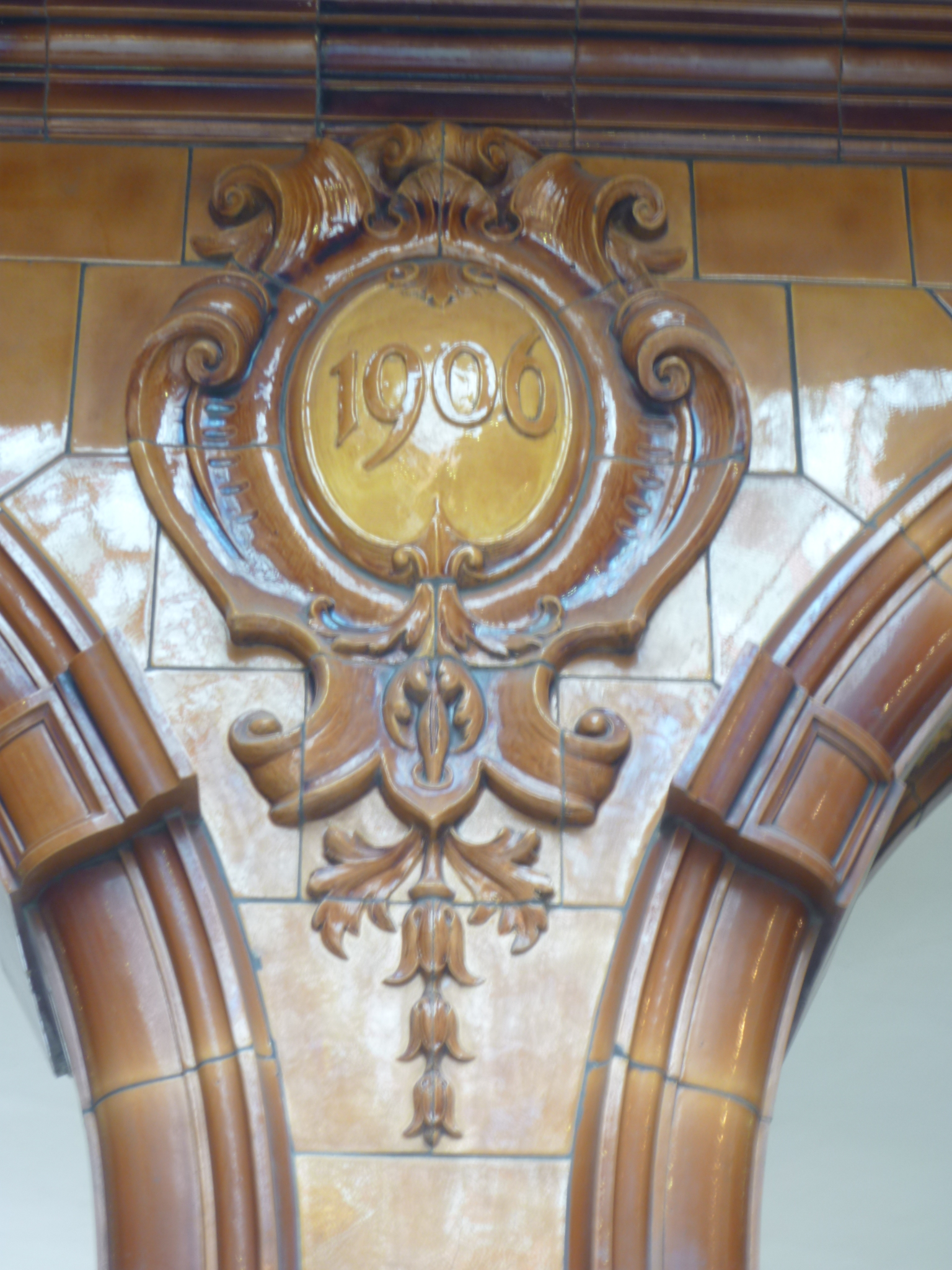
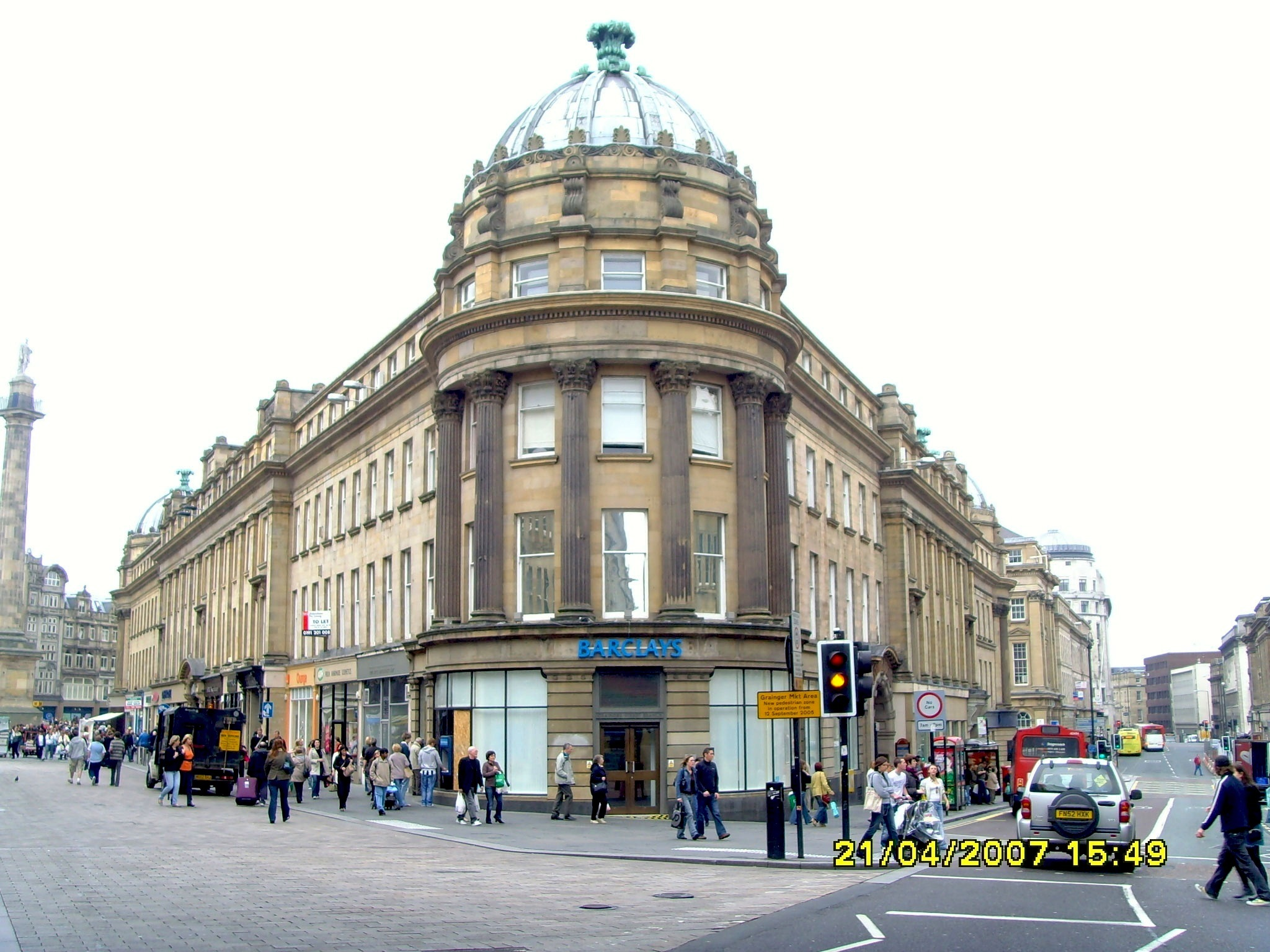

Está catalogado como Grado II*.